# V478 Гидры
V478 Гидры (лат. V478 Hydrae), HD 70573 — одиночная переменная звезда в созвездии Гидры на расстоянии приблизительно 192 световых лет (около 58,9 парсек) от Солнца. Видимая звёздная величина звезды — от +8,77m до +8,66m. Возраст звезды определён как около 257 млн лет.

## Характеристики
V478 Гидры — жёлтый карлик, вращающаяся переменная звезда типа BY Дракона (BY) спектрального класса G1-2, или G1,2V, или G. Масса — около 0,995 солнечной, радиус — около 0,98 солнечного, светимость — около 0,998 солнечной. Эффективная температура — около 5710 K.
V478 Гидры принадлежит к тому же классу жёлтых карликов, что и наше Солнце. Звезда входит в состав ассоциации Геркулеса-Лиры.

## Планетная система
В 2007 году группа астрономов из обсерватории Ла-Силья объявила об открытии планеты HD 70573 b. В 2015 году эти данные были опровергнуты.